# 500 mètres féminin de patinage de vitesse sur piste courte aux Jeux olympiques de 2022
Navigation
Pyeongchang 2018 Milan-Cortina 2026
L'épreuve féminine du 500 mètres de patinage de vitesse sur piste courte aux Jeux olympiques de 2022 a lieu les 5 février 2022 et 7 février 2022 au Palais omnisports de la capitale de Pékin.

## Médaillées
| Or                       | Argent                       | Bronze              |
| Arianna Fontana (Italie) | Suzanne Schulting (Pays-Bas) | Kim Boutin (Canada) |

## Faits marquants
Testée positive au Covid-19 le 30 janvier, Natalia Maliszewska est finalement autorisée à participer à l'ensemble de la compétition le jour même des courses. Les procédures d'isolation l'empêchent de remplir son rôle de porte-drapeau lors de la cérémonie d'ouverture des Jeux. Ayant reçu un test négatif, elle participe aux séries et se qualifie en quarts de finale, avant de recevoir un nouveau test positif juste après sa course et d'être interdite à nouveau de participer.

## Résultats

### Séries
| Rang | Poule | Patineuse             | Pays               | Temps               | Notes |
| ---- | ----- | --------------------- | ------------------ | ------------------- | ----- |
| 1    | 1     | Selma Poutsma         | Pays-Bas           | 43 s 472            | Q     |
| 2    | 1     | Florence Brunelle     | Canada             | 43 s 477            | Q     |
| 3    | 1     | Valentina Aščić       | Croatie            |                     |       |
| 4    | 1     | Tifany Huot-Marchand  | France             | 54 s 758 chute      |       |
| 1    | 2     | Fan Kexin             | Chine              | 43 s 275            | Q     |
| 2    | 2     | Sofia Prosvirnova     | ROC                | 43 s 331            | Q     |
| 3    | 2     | Zsófia Kónya          | Hongrie            | 43 s 905            |       |
| 4    | 2     | Gwendoline Daudet     | France             | 45 s 515            |       |
| 1    | 3     | Kim Boutin            | Canada             | 42 s 732            | Q     |
| 2    | 3     | Petra Jászapáti       | Hongrie            | 42 s 848            | Q     |
| 3    | 3     | Maame Biney           | États-Unis         | 42 s 919            | q     |
| 4    | 3     | Kamila Stormowska     | Pologne            | 44 s 053            |       |
| 1    | 4     | Suzanne Schulting     | Pays-Bas           | 42 s 379            | QOR   |
| 2    | 4     | Alyson Charles        | Canada             | 42 s 991            | Q     |
| 3    | 4     | Arianna Valcepina     | Italie             | 43 s 070            | q     |
| 4    | 4     | Ekaterina Efremenkova | ROC                | 43 s 140            |       |
| 1    | 5     | Arianna Fontana       | Italie             | 42 s 940            | Q     |
| 2    | 5     | Zhang Yuting          | Chine              | 42 s 233            | Q     |
| 3    | 5     | Michaela Hrůzová      | République tchèque | 45 s 060            |       |
| DNF  | 5     | Corinne Stoddard      | États-Unis         | DNF chute           | DNF   |
| 1    | 6     | Choi Min-jeong        | Corée du Sud       | 42 s 853            | Q     |
| 2    | 6     | Martina Valcepina     | Italie             | 43 s 606            | Q     |
| 3    | 6     | Patrycja Maliszewska  | Pologne            | 44 s 130            |       |
| 4    | 6     | Kathryn Thomson       | Grande-Bretagne    | 1 min 6 s 594 chute |       |
| 1    | 7     | Xandra Velzeboer      | Pays-Bas           | 42 s 563            | Q     |
| 2    | 7     | Qu Chunyu             | Chine              | 42 s 691            | Q     |
| 3    | 7     | Sumire Kikuchi        | Japon              | 42 s 829            | q     |
| 4    | 7     | Lee Yu-bin            | Corée du Sud       | 43 s 141            |       |
| 1    | 8     | Kristen Santos        | États-Unis         | 43 s 579            | Q     |
| 2    | 8     | Elena Seregina        | ROC                | 43 s 605            | Q     |
| 3    | 8     | Hanne Desmet          | Belgique           | 43 s 702            | q     |
| 4    | 8     | Nikola Mazur          | Pologne            | 43 s 732            |       |

### Quarts de finale
| Rang | Poule | Patineuse         | Pays         | Temps                | Notes                    |
| ---- | ----- | ----------------- | ------------ | -------------------- | ------------------------ |
| 1    | 1     | Kim Boutin        | Canada       | 42 s 391             | Q                        |
| 2    | 1     | Arianna Valcepina | Italie       | 42 s 891             | Q                        |
| 3    | 1     | Fan Kexin         | Chine        | 1 min 03 s 594 chute |                          |
| 4    | 1     | Alyson Charles    | Canada       | 1 min 07 s 206 chute | ADV                      |
| PEN  | 1     | Florence Brunelle | Canada       |                      | PEN                      |
| 1    | 2     | Petra Jászapáti   | Hongrie      | 43 s 476             | Q                        |
| 2    | 2     | Elena Seregina    | ROC          | 43 s 712             | Q                        |
| 3    | 2     | Maame Biney       | États-Unis   | 46 s 099             |                          |
| 4    | 2     | Selma Poutsma     | Pays-Bas     | 1 min 07 s 285 chute |                          |
| PEN  | 2     | Xandra Velzeboer  | Pays-Bas     |                      | PEN                      |
| 1    | 3     | Arianna Fontana   | Italie       | 42 s 635             | Q                        |
| 2    | 3     | Hanne Desmet      | Belgique     | 42 s 991             | Q                        |
| 3    | 3     | Zhang Yuting      | Chine        | 54 s 211 chute       | ADV                      |
| 4    | 3     | Choi Min-jeong    | Corée du Sud | 1 min 04 s 939 chute |                          |
| PEN  | 3     | Sofia Prosvirnova | ROC          |                      | PEN                      |
| 1    | 4     | Suzanne Schulting | Pays-Bas     | 42 s 922             | Q                        |
| 2    | 4     | Qu Chunyu         | Chine        | 43 s 029             | Q                        |
| 3    | 4     | Sumire Kikuchi    | Japon        | 56 s 092 chute       |                          |
| PEN  | 4     | Kristen Santos    | États-Unis   |                      | PEN                      |
| PEN  | 4     | Martina Valcepina | Italie       |                      | PEN (double faux départ) |

### Demi-finales
| Rang | Poule | Patineuse         | Pays     | Temps    | Notes |
| ---- | ----- | ----------------- | -------- | -------- | ----- |
| 1    | 1     | Arianna Fontana   | Italie   | 42 s 387 | QA    |
| 2    | 1     | Kim Boutin        | Canada   |          | QA    |
| 3    | 1     | Elena Seregina    | ROC      |          | QB    |
| 4    | 1     | Alyson Charles    | Canada   |          | QB    |
| 5    | 1     | Arianna Valcepina | Italie   |          |       |
| 1    | 2     | Suzanne Schulting | Pays-Bas |          | Q     |
| 2    | 2     | Petra Jászapáti   | Hongrie  |          | Q     |
| 3    | 2     | Zhang Yuting      | Chine    |          | QB    |
| 4    | 2     | Hanne Desmet      | Belgique |          | ADVA  |
| PEN  | 2     | Qu Chunyu         | Chine    |          | PEN   |

### Finale B
| Rang | Patineuse       | Pays    | Temps    | Notes |
| ---- | --------------- | ------- | -------- | ----- |
| 1    | Elena Seregina  | ROC     | 42 s 972 |       |
| 2    | Petra Jászapáti | Hongrie | 43 s 004 |       |
| 3    | Alyson Charles  | Canada  | 43 s 273 |       |

### Finale A
| Rang | Patineuse         | Pays     | Temps    | Notes |
| ---- | ----------------- | -------- | -------- | ----- |
| 1    | Arianna Fontana   | Italie   | 42 s 488 |       |
| 2    | Suzanne Schulting | Pays-Bas | 42 s 559 |       |
| 3    | Kim Boutin        | Canada   | 42 s 724 |       |
| 4    | Zhang Yuting      | Chine    | 42 s 803 |       |
| 5    | Hanne Desmet      | Belgique | 42 s 941 |       |